# 유은지
유은지(한국 한자: 柳垠知, 1999년 7월 6일~)은 대한민국의 배우이자
신체는 170cm, 45kg이고 골드메달리스트 소속이다

## 학력
- 전주중앙여자고등학교 (졸업)
- 인하공업전문대학 항공운항과 전문학사 (졸업)